# Dallas Clark
Pour les articles homonymes, voir Clark.
(en) Statistiques sur pro-football-reference
 Dallas Clark est un joueur américain de football américain né le 12 juin 1979. Il évolue au poste de tight end.

## Carrière
Il fut recruté au 1er tour de draft en 2003 par  les Colts d'Indianapolis (24e choix de draft).
Il s'est distingué lors du match de wild card de la Saison NFL 2006 contre les Chiefs de Kansas City en réalisant le meilleur total à la réception du match avec 103 yards.

## Palmarès

### Universitaire
- 2002 : John Mackey award
- 2002 : vainqueur de la conférence Big Ten

### NFL
Vainqueur du Super Bowl XLI avec les Colts